# Tert-Butylnitrit
tert-Butylnitrit ist eine chemische Verbindung aus der Gruppe der Nitrite.

## Gewinnung und Darstellung
tert-Butylnitrit kann durch Reaktion von tert-Butylalkohol mit salpetriger Säure oder anderen Nitrosierungsmitteln wie Nitrosylchlorid in Pyridin und Nitrosoniumsalzen in guter bis ausgezeichneter Ausbeute hergestellt werden. Im Labor werden normalerweise Natriumnitrit und Schwefelsäure anstelle von salpetriger Säure verwendet.

## Eigenschaften
tert-Butylnitrit ist eine leicht entzündbare, lichtempfindliche gelbe Flüssigkeit mit charakteristischem Geruch, die schwer löslich in Wasser ist. Sie neigt zur spontanen Polymerisation und zersetzt sich ab 75 °C. Die Zersetzung kann bei höherer Temperatur explosiv erfolgen.
Die Verbindung reagiert mit sekundären Carbonsäureamiden unter Bildung von N-Nitrosoamiden.
{\displaystyle {\ce {RC(O)N(H)R + (CH3)3CONO -> RC(O)N(NO)R + (CH3)3COH}}}

## Verwendung
tert-Butylnitrit ist ein organischer Baustein, der bei verschiedenen organischen Umwandlungen wie Oxidation, Diazotierung, Nitrosierung, N-Synthetisierung, Oxidierung und anderen Reaktionen verwendet wird. Es kann als Reaktant für die Synthese von Aryldiazoniumsalzen durch Diazotierung verwendet werden. Seine Reaktivität ist vergleichbar oder komplementär zu anderen häufig verwendeten Reagenzien wie Natriumnitrit, Isopentylnitrit und Butylnitrit bei diesen Synthesen.

## Sicherheitshinweise
Die Dämpfe von tert-Butylnitrit können mit Luft ein explosionsfähiges Gemisch (Flammpunkt −10 °C) bilden.